# Hwang Hee-Tae
Hwang Hee-Tae (en coreano: 황희태; 12 de junio de 1978) es un deportista surcoreano que compitió en judo.
Ganó una medalla de oro en el Campeonato Mundial de Judo de 2003, y dos medallas de plata en el Campeonato Asiático de Judo en los años 2009 y 2011. En los Juegos Asiáticos consiguió dos medallas de oro en los años 2006 y 2010.

## Palmarés internacional
| Campeonato Mundial  | Campeonato Mundial | Campeonato Mundial | Campeonato Mundial |
| Año                 | Lugar              | Medalla            | Categoría          |
| ------------------- | ------------------ | ------------------ | ------------------ |
| 2003                | Osaka (Japón)      | Medalla de oro     | –90 kg             |
| Juegos Asiáticos    |                    |                    |                    |
| Año                 | Lugar              | Medalla            | Categoría          |
| 2006                | Doha (Catar)       | Medalla de oro     | –90 kg             |
| 2010                | Cantón (China)     | Medalla de oro     | –100 kg            |
| Campeonato Asiático |                    |                    |                    |
| Año                 | Lugar              | Medalla            | Categoría          |
| 2009                | Taipéi (Taiwán)    | Medalla de plata   | –100 kg            |
| 2011                | Abu Dabi (EAU)     | Medalla de plata   | –100 kg            |